# 中国，中国，鲜红的太阳永不落
《中国，中国，鲜红的太阳永不落》是一首创作於1977年的中国颂歌，由贺东久、任红举作词，朱南溪作曲。时值“粉碎四人帮”後，依据中华人民共和国文化部和中国音乐家协会的通知，要求全国音乐界徵选新的国歌作品。这首歌便是以国歌的规格创作，递交至北京後，又上送全国人大常委会审核。虽未能选入国歌，但作为优秀群众歌曲向全国范围推广。
2011年6月30日，为了迎接中国共产党成立九十週年，在北京音乐厅上演同名音乐会《中国，中国，鲜红的太阳永不落》。音乐会以熊卿才演唱的本歌曲为主旋律展开。